# IES Vilafranca
L'IES Vilafranca és un centre públic d'ensenyament secundari situat a Vilafranca, País Valencià. S'hi ofereix ESO (Educació Secundària Obligatòria), Batxillerat i Cicles Formatius de Grau Mitjà de la família professional i Serveis Socioculturals i a la Comunitat. El Batxillerat ofereix des del curs 2016-2017els itineraris de Ciències i Ciències Socials.
L'IES compta amb alumnes de localitats veïnes com Castellfort per a l'etapa d'ESO, a més de les localitats aragoneses limítrofs de Cantavella i l'Anglesola per a l'etapa de Batxillerat, gràcies a un conveni entre les dues conselleries d'educació.
El 2019 cinc alumnes de 3r d'ESO van guanyar el Premi d'Investigació Jove convocat per Escola Valenciana amb el treball Anàlisi climàtica de Vilafranca (els Ports).